# Ševčenkove
Ševčenkove (ukrajinsko Шевче́нкове) je vas na jugu Ukrajine v Odeški oblasti, 180 km jugozahodno od Odese. Ima 5625 prebivalcev. 
Ustanovljeno leta 1790 kot naselje Karamahmet (Карамахмет) Osmanskega cesarstva. Leta 1812 je postalo del Ruskega cesarstva. Občasno je bil pod oblastjo Moldavije in Romunije. Od leta 1940 je del Ukrajinske SSR (takrat se je imenoval Karamahmed, Карамахмед). Leta 1946 je bilo preimenovano v Ševčenkove.